# امیر کربلایی‌زاده
امیر کربلایی‌زاده (زادهٔ ۱۳۵۸) بازیگر تئاتر، سینما و تلویزیون اهل ایران است.

## زندگی‌نامه
وی فعالیت نمایشی خود را از سال ۱۳۶۸ در مدرسه آغاز نمود و همزمان با آن وارد کلاس‌های آموزشی تئاتر در کانون فرهنگی و هنری شهید مطهری شد و در سال‌های ۱۳۷۲ ۱۳۷۱ ۱۳۶۹ بازیگر اول مسابقات دانش‌آموزی تئاتر کل کشور شد.
اما بعد به دلیل مخالفت خانواده، مشغول به تحصیل در رشتهٔ سازه‌های چوبی در هنرستان شهید بهشتی تهران (پلی تکنیک سابق) و دانشگاه شد، او فعالیت حرفه‌ای خود را با شروع دانشگاه و کلاسهای حرفه‌ای تئاتر دانشگاه در سال ۱۳۷۷ آغاز نمود و در همان سال و در سال‌های ۱۳۷۸ و ۱۳۷۹ برنده دیپلم افتخار بازیگری اول در جشنوارهٔ سراسری تئاتر دانشجویی مراکز عالی سراسر کشور شد. وی با حضور در نمایش تلخ بازی قمر در عقرب (۱۳۷۷) به کارگردانی مازیار لرستانی وارد مجموعهٔ تئاتر شهر شد و با حضور در فیلم روز روشن (۱۳۹۱) به کارگردانی حسین شهابی به سینمای ایران معرفی شد.

## کارنامهٔ هنری

### تئاتر
| سال  | عنوان                          | کارگردان             |
| ---- | ------------------------------ | -------------------- |
| ۱۳۷۸ | پیک نیک در میدان جنگ           | مازیار لرستانی       |
| ۱۳۷۹ | آنک وصال                       | مجید جعفری           |
| ۱۳۸۴ | هزار پا                        | علی اصغر راسخ راد    |
| ۱۳۸۵ | سفر به مغرب                    | علی اصغر راسخ راد    |
| ۱۳۸۷ | آفتاب لب بوم                   | محمود اکبرشاهی       |
| ۱۳۸۸ | رؤیای خلیج فارس                | امیر دژاکام          |
| ۱۳۸۸ | پشت کلانتری                    | فرشاد منظومی نیا     |
| ۱۳۸۸ | عروس در سایه                   | علی عابدی            |
| ۱۳۸۸ | ماه در قاب                     | محمد زوار بی‌ریا      |
| ۱۳۸۸ | فرزند عدالت                    | سید جواد هاشمی       |
| ۱۳۸۹ | رهگذر کوچه‌های تنگ              | علی اصغر راسخ راد    |
| ۱۳۸۹ | یک دامان ماه و ستاره           | امیر دژاکام          |
| ۱۳۸۹ | آقا ممنون                      | کاوه مهدوی           |
| ۱۳۸۹ | دم هشتی                        | کاوه مهدوی           |
| ۱۳۸۹ | شاخ نبات                       | مهدی شمسایی          |
| ۱۳۸۹ | درخت بادام                     | مرتضی آقاحسینی       |
| ۱۳۸۹ | کهربا                          | سیمین امیریان        |
| ۱۳۸۹ | مردود خرداد                    | محمد زوار بی‌ریا      |
| ۱۳۹۰ | پوکه‌های برنجی                  | زری اماد             |
| ۱۳۹۰ | آبی گونه                       | کاوه مهدوی           |
| ۱۳۹۰ | سوکاریس                        | حمید فلاحی           |
| ۱۳۹۰ | نصرت خانم و مادرم نوروز        | امیر دژاکام          |
| ۱۳۹۱ | چی شد که من مار خوردم          | گلبرگ ابوترابیان     |
| ۱۳۹۱ | آنم آرزوست                     | محمد زوار بی‌ریا      |
| ۱۳۹۱ | ساقی                           | امیر دژاکام          |
| ۱۳۹۱ | نظمیه زنان                     | اصغر خلیلی           |
| ۱۳۹۱ | من ۱۵ سال گریه نکردم           | سید علی موسویان      |
| ۱۳۹۱ | وقتی دنیا سبز بود              | کامبیز بنان          |
| ۱۳۹۱ | نقد و بررس مراسم فحش و کتک     | کاوه مهدوی           |
| ۱۳۹۱ | مرد کشی زن کشی                 | شهره رعایتی          |
| ۱۳۹۲ | ماجرای مردی که سوار هواپیما شد | علی مهران            |
| ۱۳۹۲ | معمای مطربان پریشان            | کوروش زارعی          |
| ۱۳۹۲ | ترنج                           | تینو صالحی           |
| ۱۳۹۲ | مرگ نویسنده                    | حسن جودکی            |
| ۱۳۹۳ | مجردها                         | پوران مرادی مزرعه نو |
| ۱۳۹۳ | الیور تویست                    | اصغر خلیلی           |
|      | فیلم دود کش                    |                      |
| ۱۳۹۴ | جیجک علیشاه                    |                      |
| ۱۳۹۵ | ننه دلاور و فرزندانش           | امیر دژاکام          |
| ۱۴۰۱ | شام خداحافظی                   | شیماه خاسب           |
| ۱۴۰۲ | زیرزمینی‌ها                     | حامد وکیلی           |
| ۱۴۰۲ | فردریک                         | حمیدرضا نعیمی        |

### فیلم سینمایی
| سال  | عنوان               | کارگردان        |
| ---- | ------------------- | --------------- |
|      | وانتافه             | محمدحسین امانی  |
|      | وصیت پدر (نیمه‌بلند) | سیامک کاشف آذر  |
| ۱۳۹۱ | روز روشن            | حسین شهابی      |
| ۱۳۹۳ | امروز               | رضا میرکریمی    |
| ۱۳۹۸ | آقای سانسور         | علی جبارزاده    |
| ۱۳۹۹ | تک‌خال               | مجید مافی       |
| ۱۴۰۲ | مرد عینکی           | کریم امینی      |
| ۱۴۰۳ | آنتیک               | محمدهادی نائیجی |

### مجموعه تلویزیونی
| سال  | عنوان                  | کارگردان        |
| ---- | ---------------------- | --------------- |
| ۱۳۹۲ | همهٔ بچه‌های ما          | تاجبخش فناییان  |
| ۱۳۹۳ | گاهی به پشت سر نگاه کن | مازیار میری     |
| ۱۳۹۴ | معمای شاه              | محمدرضا ورزی    |
| ۱۳۹۴ | قرعه                   | برزو نیک‌نژاد    |
| ۱۳۹۴ | شهرک جیم               | علی شب خیز      |
| ۱۴۰۱ | خوشنام                 | علیرضا نجف زاده |
| ۱۴۰۴ | بوقچی                  | حسن حبیب زاده   |

### فیلم تلویزیونی
- فال قهوه (فرزاد مؤتمن)
- اتاق ۳۱۱ (مجتبی بی طرفان)

### فیلم کوتاه
- «آراز» (علی اصغری)
- «کرایه‌ها آماده» (حسین دارابی)
- «مسیح کردستان» (لیلی عاج)

### استند آپ کمدی
- نشست تخصصی استندآپ کمدی (۱۳۹۳)
- نمایش استندآپ کمدی در یوسف آباد(۱۳۹۳)
- مسابقه خنداننده برتر خندوانه (۱۳۹۴)
- استندآپ کمدی هنر در ایران (۱۳۹۴)
- استند آپ کمدی در دانشگاه علوم پزشکی تبریز (۱۳۹۴)

### نمایش خانگی
| سال  | عنوان           | کارگردان         |
| ---- | --------------- | ---------------- |
|      | شانس            | مهدی افضل‌زاده    |
| ۱۳۹۷ | هشتگ خاله سوسکه | محمد مسلمی       |
|      | رالی ایرانی ۲   | آرش معیریان      |
|      | درایور          | سید مصطفی آزاد   |
| ۱۳۹۹ | شب‌های مافیا     | سعید ابوطالب     |
| ۱۴۰۰ | جیران           | حسن فتحی         |
| ۱۴۰۳ | لالایی          | احمد درویشعلی‌پور |

## جوایز
- تقدیر بازیگری مرد از سی و دومین جشنواره بین‌المللی تئاتر فجر ۱۳۹۲
- دیپلم افتخار بازیگری از جشنواره سراسری تئاتر مقاومت تهران ۱۳۹۲
- دیپلم افتخار بازیگری از جشنواره سراسری تئاتر تک تهران ۱۳۹۲
- برگزیدهٔ بازیگر سال خانه تئاتر در سال ۱۳۹۱
- کاندیدای جایزه بازیگری مرد در سی و یکمین جشنواره بین‌المللی تئاتر فجر ۱۳۹۱
- جایزه اول بازیگری جشنواره سراسری تئاتر رضوی؛ ۱۳۹۰
- جایزه اول بازیگری جشنواره سراسری تئاتر صاحبدلان؛ ۱۳۹۰
- جایزه دوم بازیگری جشنواره سراسری تئاتر ماه؛ ۱۳۸۹
- جایزه اول بازیگری جشنواره سراسری تئاتر رضوی؛ ۱۳۸۸
- جایزه سوم بازیگری جشنواره سراسری تئاتر ایثار؛ ۱۳۸۷‏
- جایزه اول بازیگری جشنواره سراسری تئاتر مقاومت (دفاع مقدس)؛ ۱۳۸۷‏
- جایزه اول بازیگری جشنواره سراسری تئاتر رضوی؛ ۱۳۸۷‏
- جایزه اول بازیگری جشنواره سراسری تئاتر دفاع مقدس؛ ۱۳۸۶‏
- جایزه دوم بازیگری جشنواره سراسری تئاتر ماه؛ ۱۳۸۵‏
- جایزهٔ ویژه بازیگری جشنواره سراسری تئاتر ماه؛ ۱۳۸۴‏
- جایزه اول بازیگری جشنواره سراسری تئاتر فتح و معراج؛ ۱۳۸۳‏
- جایزه سوم بازیگری جشنواره سراسری تئاتر میثاق؛ ۱۳۸۳‏
- جایزه جایزه اول بازیگری جشنواره سراسری تئاتر فتح و معراج؛ ۱۳۸۲‏
- جایزه اول بازیگری جشنواره سراسری تئاتر دانشجویی مراکز آموزش عالی سراسر کشور؛ ‏۱۳۷۹‏
- جایزه اول بازیگری جشنواره سراسری تئاتر دانشجویی مراکز آموزش عالی سراسر کشور؛ ‏۱۳۷۸‏
- جایزه دوم بازیگری جشنواره تئاتر منطقه‌ای استان تهران؛ ۱۳۷۸‏
- جایزه اول بازیگری جشنواره سراسری تئاتر دانشجویی مراکز آموزش عالی سراسر کشور؛ ‏۱۳۷۷‏